# Diagramma di De Finetti

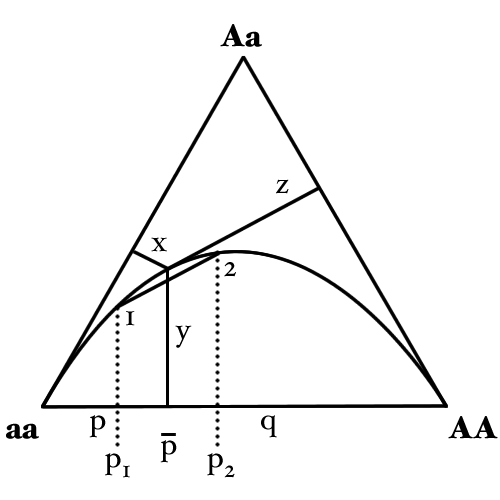
Un diagramma di De Finetti.

Un diagramma di De Finetti è un grafico a triangolo usato in genetica delle popolazioni. È chiamato così dal nome dello statistico italiano Bruno De Finetti (1906-1985) ed è usato per mettere a grafico le frequenze del genotipo delle popolazioni, quando ci sono due alleli e la popolazione è diploide. È basato su un triangolo equilatero, e sul teorema di Viviani che stabilisce che, da qualsiasi punto all'interno del triangolo, la somma delle lunghezze dei tre segmenti partenti da quel punto e perpendicolari ai lati del triangolo è uguale all'altezza del triangolo. Questa lunghezza è fissata ad 1.

## Applicazione in genetica
Il diagramma di De Finetti è stato portato ad un uso esteso alla genetica delle popolazioni da A.W.F. Edwards nel suo libro Fondamenti della genetica matematica. Nella sua forma più semplice il diagramma può essere usato per mostrare la gamma di frequenze del genotipo perché l'equilibrio di Hardy-Weinberg sia soddisfatto. A.W.F. Edwards e Chris Cannings estesero il suo uso per dimostrare i cambiamenti che capitano nelle frequenze alleliche sotto la selezione naturale.